# Drentse Vervoer Maatschappij

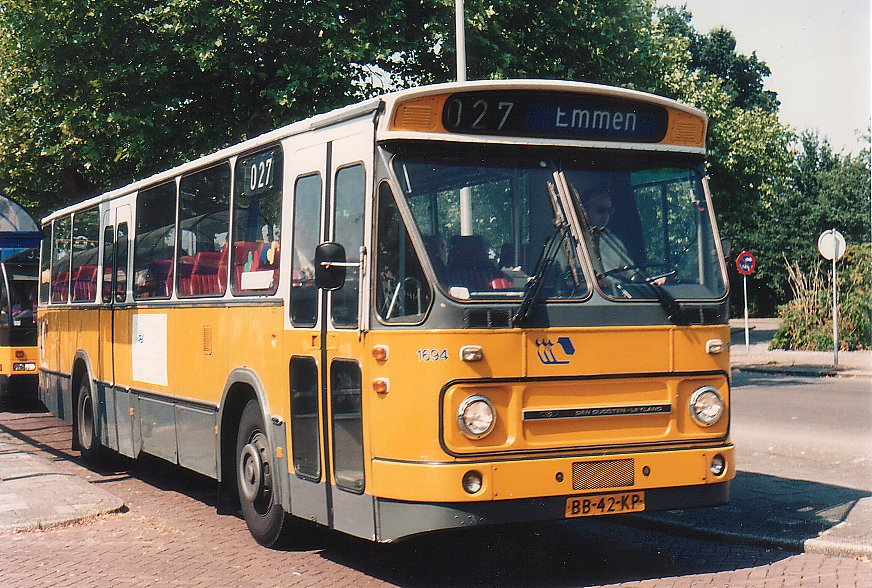
Een bus van de Drentse Vervoer Maatschappij

De NV Drentse Vervoer Maatschappij (DVM) te Meppel is een Nederlands openbaarvervoerbedrijf dat van 6 juni 1963 tot 1 januari 1992 autobusdiensten verzorgde in het grootste deel van de provincie Drenthe en aangrenzende delen van Groningen, Friesland en Overijssel.

## Geschiedenis
DVM is ontstaan door de fusie tussen de Drentsche Auto-Bus Onderneming (DABO) te Meppel en de Eerste Drentsche Stoomtramweg-Maatschappij (EDS) te Hoogeveen. De DABO was in 1927 opgericht als de particuliere firma Lambers' Auto-Bus Onderneming (LABO), waarvan de aandelen al in 1933 voor een deel in handen waren gekomen van de provincie Drenthe en een aantal gemeenten. Dit was gebeurd omdat de LABO/DABO alleen op die voorwaarde het vervoer op een aantal vroegere tramlijnen van de Nederlandsche Tramweg Maatschappij mocht overnemen. Van de in 1903 opgerichte stoomtrammaatschappij EDS, die in de periode 1931-1947 volledig op autobusexploitatie was overgeschakeld, bezat de Nederlandse Spoorwegen 75% van de aandelen. 
Beide bedrijven waren felle concurrenten, vooral op de drukke route Assen - Groningen, maar in 1952 werden zij van overheidswege gedwongen hun diensten op dit traject op elkaar af te stemmen. Daarmee was de strijdbijl begraven, want in 1955 kwam er een belangengemeenschap tussen DABO en EDS, waarbij de exploitatie gezamenlijk werd gevoerd en één huisstijl werd gebruikt onder de naam DABO-EDS. Dit leidde tot een volledige fusie per 6 juni 1963. Hierbij werd de EDS geliquideerd en de DABO omgezet in DVM. Van de nieuwe nv had de NS 40%, de provincie en gemeenten bezaten de overige 60% van de aandelen. De DVM was dus een semioverheidsbedrijf en gold als een 'halfdochter' van de NS.    
Zoals met vrijwel alle busondernemingen ging het vanaf de tweede helft van de jaren zestig door de opkomst van de auto en door sterk stijgende personeelskosten minder florissant met de DVM. De dienstregeling werd steeds meer uitgedund en de meest onrendabele routes en zwakke lijnen verdwenen. Op de lijn tussen Assen en Groningen werd een halfuursdienst gereden met in de spits meer bussen tegelijk. Op een aantal andere hoofdlijnen reed nog elk uur een bus, maar op de meeste lijnen reed men eens per twee uur of slechts enkele ritten op een dag. Op de zondag was er een zeer uitgeklede dienstregeling. Daarbij speelde ook een rol dat het werkgebied van de DVM vooral bestond uit het dunbevolkte platteland.
In 1972 waren fusiebesprekingen met de GADO te Groningen al bijna rond, waardoor één groot vervoerbedrijf voor vrijwel geheel Groningen en Drenthe zou zijn ontstaan. GADO (een 100% NS-dochter) en DVM hadden toen dezelfde directie en werkten nauw samen, onder meer op het gebied van gezamenlijke lijnvoering (op de route Groningen - Emmen) en standaardisatie van busmaterieel (via de centrale inkoop van de NS). Op grond van meer emotionele dan zakelijke argumenten van Drentse kant - de cultuurverschillen zouden te groot zijn - kwam de fusie niet tot stand. 
De DVM kreeg weer een eigen directeur, maar verdere bezuinigingen waren onontkoombaar. Een aantal vestigingen werd opgeheven of samengevoegd. In 1974 sloot de DVM zich aan bij de Vereniging van Exploitatieve Samenwerking OV-bedrijven (ESO). Een nog verdere stap naar centralisatie werd gezet op 1 januari 1982, toen de NS en andere aandeelhouders hun aandelen in busbedrijven, ook die van de DVM, overdroegen aan de NV Aandelenbezit Streekvervoer.   
Intussen had de DVM nog een tegenslag moeten verduren door een brand in de busstalling in Emmen in de nacht van 26 op 27 oktober 1979. Hierbij verbrandden zestien bussen.

## Fusie
Met Vervoermaatschappij De Noord-Westhoek (NWH) te Zwartsluis fuseerde de DVM op 1 januari 1992 tot DVM/NWH. In 1996 fuseerde de DVM/NWH met de FRAM tot VEONN. Enkele jaren later, in 1999, waren vrijwel alle maatschappijen in de drie noordelijke provincies overgenomen door Arriva. Na aanbesteding werd het zuidelijk/zuidwestelijk deel van het voormalige DVM-vervoergebied geëxploiteerd door Connexxion. In december 2009 nam Qbuzz de exploitatie van de vroegere DVM-lijnen over van Arriva en Connexxion.